# Letana brachyptera
Letana brachyptera är en insektsart som beskrevs av Sigfrid Ingrisch 1987. Letana brachyptera ingår i släktet Letana och familjen vårtbitare. Inga underarter finns listade i Catalogue of Life.